# Ptychadenidae
Ptychadenidae — родина земноводних підряду Neobatrachia ряду Безхвості. Має 3 роди та 53 види. Раніше зараховувалася до родини Жаб'ячі. Лише у 2006 році остаточно визнана як самостійна родина.

## Опис
Загальна довжина представників цієї родини коливається від 2 до 10 см. Спостерігається статевий диморфізм: самиці більші за самців. За зовнішнім виглядом та будовою вони схожі на види з родини жаб'ячих. Мають витягнуту голову середнього розміру, трохи витрішкуваті очі. Тулуб стрункий. Задні кінцівки масивніші за передні. Другий палець довшій за інші. Відрізняються також за молекулярними філогенетичними ознаками. Забарвлення переважно сірих, коричневих, оливкових, бурих кольорів з тонкими смужками (темного або світлого кольорів). Вони розташовані або на спині, або з боків.

## Спосіб життя
Полюбляють савани, рідколісся, гірські місцини, пагорби, місцини біля водойм. Активні вдень. Ведуть наземний спосіб життя. Живляться безхребетними, дрібною рибою, пуголовками.
Це яйцекладні земноводні.

## Розповсюдження
Мешкають в Єгипті та Судані (вздовж течії Нілу), а також на південь від пустелі Сахара (Африка), на о.Мадагаскар, Сейшельських й Маскаренських островах.

## Роди
- Hildebrandtia
- Lanzarana
- Ptychadena